# Riederbach (Rott)
Der Riederbach ist ein Bach in Oberbayern. Er wird in die Planung für den Brenner-Nordzulauf eingebunden.

## Verlauf
Er entsteht bei Großrain im Pangrazgraben.
Dieser zieht südwärts, bis er auf die Bahnstrecke München–Rosenheim trifft und dort als mäandernder Riederbach weiter fließt.
Nach einem Knick ostwärts mündet er bei Linden von links in die Rott.